# 사회학 이론
사회학 이론(영어: Sociological theory)은 사회학적 관점에서 사회적 현실의 대상을 고려, 분석 또는 설명하려는 가정이다. 사회학 지식을 체계화하고 입증하기 위해 개별 개념 사이의 연결을 그린다. 따라서 사회학적 지식은 복잡한 이론 체계와 방법론으로 구성되어 있다. 이러한 이론은 단일 사회 과정에 대한 간결하면서도 철저한 설명에서부터 광범위하고 결론 없는 분석 및 해석 패러다임에 이르기까지 범위가 다양하다. 일부 사회학 이론은 사회 세계의 측면을 설명하고 미래 사건에 대한 예측을 가능하게 하는 반면, 다른 이론들은 추가적인 사회학적 분석을 안내하는 넓은 관점으로 기능한다.

## 사회학 이론과 사회 이론

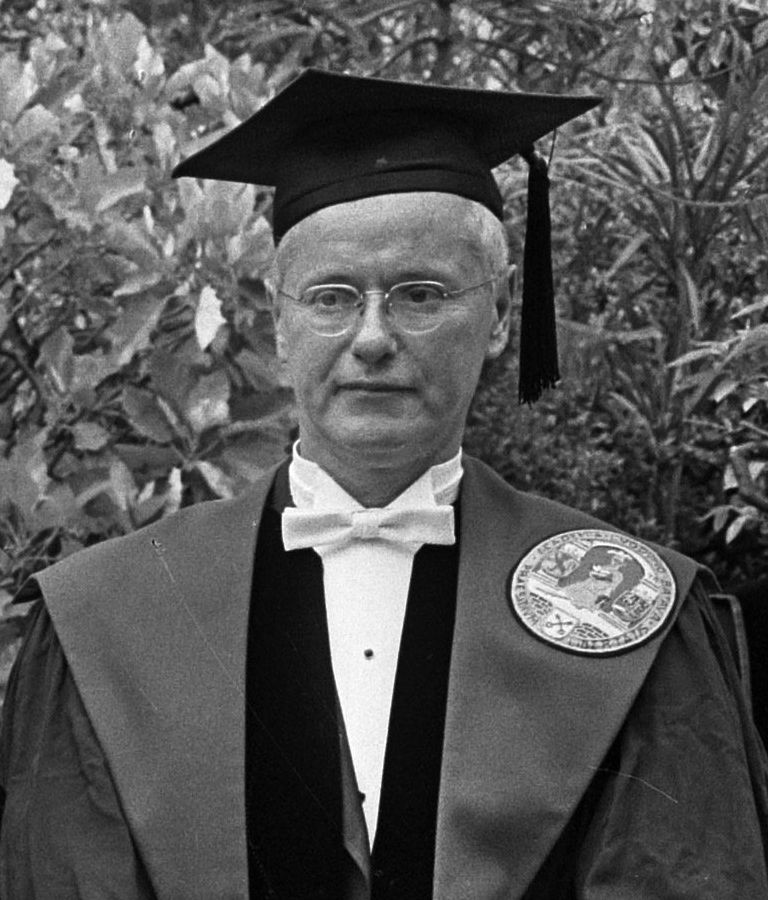
로버트 머턴

케네스 앨런은 사회학 이론과 사회 이론을 구분한다. 그에 따르면 사회학 이론은 사회에 대한 추상적이고 시험 가능한 명제들로 구성되어 있다는 점에서 객관성을 목표로 하고 가치 판단을 배제하는 과학적 방법에 크게 의존한다. 반면 사회이론은 해명이 아니라 현대 사회에 대한 논평과 비평에 더 초점을 둔다. 이러한 차이로 인하여 사회이론은 대륙 철학에 더 가까우며, 사회학 이론과 달리 객관성과 시험 가능한 명제의 도출에 보다 덜 관계되어 있기 때문에 규범적 판단을 제안할 가능성이 높다.
사회학자 로버트 K. 머턴은 사회학 이론이 사회법과 서술 사이의 '중간지대'를 예시하는데 필수적인 사회적 메커니즘을 다루고 있다고 주장했다. 머턴은 이러한 사회적 메커니즘이 "사회 구조의 지정된 부분에 대해 지정된 결과를 가지는 사회적 과정"이라고 믿었다.
유명한 사회 이론가들로는 위르겐 하버마스, 앤서니 기든스, 미셸 푸코, 도로시 스미스, 로베르토 웅거, 알프레드 슈츠, 제프리 C. 알렉산더, 자크 데리다 등이 있다. 사회학 이론에 대한 저명한 학자들로는 해롤드 가르핑켈, 허버트 블루머, 클로드 레비스트로스, 피에르 부르디외, 그리고 어빙 고프먼 등이 있다.

## 고전 이론
사회학 분야 자체는 비교적 새로운 학문이다. 그 시작은 18세기와 19세기로 거슬러 올라가는데 당시는 사회는 산업화, 도시화, 민주주의, 그리고 초기 자본주의의 출현이 특징되는 사회였다. 때문에 사상가들이 사회 자체에 대해 더 많이 인식했고, 이와 같이 사회학 분야는 이러한 변화와 관련된 광범위한 역사적 과정을 다루었다.
랜들 콜린스는 다양한 이론가들을 기능론, 갈등론, 상징적 상호작용론, 그리고 공리주의의 네 가지 이론 전통에 속하는 것으로 소급하여 구분한다. 현대 사회학 이론이 주로 뒤르켐과 같은 사회 구조의 기능론자와 갈등 지향 (마르크스와 베버) 관점에 기인하지만, 또한 실용주의적 관점(미드, 쿨리)과 미시 수준 구조(짐멜) 이론을 설명하면서 상징적인 상호작용주의 전통으로부터 큰 영향을 받는다. 마찬가지로, 공리주의는 비록 종종 경제학과 관련이 있지만, 사회학 이론 내에서 확립된 전통이다. 마지막으로 래윈 코넬(2007)의 주장처럼 종종 잊혀지는 전통은 생물학적 진화 논리를 사회 세계에 적용하는 사회적 다윈주의의 전통이다. 이러한 전통은 종종 고전적 기능주의와 일치하며 사회학의 창시자, 주로 허버트 스펜서, 레스터 F 워드, 윌리엄 그레이엄 섬너와 관련이 있다. 현대 사회학 이론은 이러한 전통들의 흔적을 간직하고 있는데, 이는 결코 상호 배타적이지 않다.

### 구조적 기능주의
사회학의 넓은 역사적 패러다임, 구조 기능주의는 사회 구조 전체를 다루고 그 구성 요소들이 가지고 있는 필요한 기능 측면에서 다룬다. 유기적 또는 생물학적 비유라고 알려진 기능론자들에 의해 사용되는 공통적인 유사점은 규범과 제도를 사회의 전체 '몸'의 적절한 기능을 위해 일하는 '장기'로 간주하는 것이다. 이 관점은 원래 오귀스트 콩트의 사회학적 실증주의에 내포되어 있었지만, 뒤르켐에 의해 관찰 가능한 구조 법칙에 관해 완전히 이론화되었다.
기능주의는 마르셀 마우스와 브로니스와프 말리노스키, 알프레드 래드클리프-브라운과 같은 이론가들의 작품에서도 인류학적 근거를 가지고 있는데, 이들 중 후자는 명시적인 사용을 통해 이 개념에 "구조적" 접두사를 도입했다. 고전적 기능주의 이론은 일반적으로 생물학적 유추와 사회 진화론의 개념에 의해 통합된다. Giddens가 말했듯이 "기능주의자들은 콩테 이후로는, 사회과학에 가장 가깝고 가장 양립할 수 있는 모델을 제공하는 과학으로 특히 생물학을 바라봐 왔다. 생물학은 사회 시스템의 구조와 기능을 개념화하고 적응 메커니즘을 통해 진화의 과정을 분석하는 지침을 제공하기 위해 채택되었다. 기능주의는 사회 세계의 개별적인 부분(즉, 구성 행위자, 인간 대상)보다 사회적 세계의 우월성을 강하게 강조한다."

### 갈등 이론
갈등론은 과학적 방법으로 사회 갈등의 존재에 대한 인과적 해명을 시도하는 방법이다. 따라서, 갈등 이론가들은 모든 갈등이 어떻게 발생하는지, 그리고 어떻게 사회에서 해결되는지를 본다. 그러한 이론들은 사회에서 갈등의 기원은 자원과 권력의 불평등한 분배에 있다고 설명한다. "자원"이 반드시 무엇을 포함하는지 보편적인 정의는 없지만, 대부분의 이론가들은 막스 베버의 관점을 따른다. 베버는 갈등을 계급, 지위, 권력의 결과로 어떤 사회에서든 개인을 정의하는 방법으로 보았다. 이런 점에서 권력은 기준을 정의하기 때문에 사람들은 권력의 불평등 때문에 사회적 규칙과 기대를 따른다.
카를 마르크스는 사회 갈등이 자원을 과대평가한 사회 부문 간의 투쟁을 일컫는 사회 갈등 이론의 아버지라고 여겨진다. 19세기에 이르러 서구의 소수 인구는 자본가가 되었다. 즉, 이익을 추구하기 위해 공장과 다른 사업을 소유하고 운영하며 사실상 모든 대규모 생산 수단을 소유하는 개인이었다. 그러나 이론가들은 자본주의가 대부분의 다른 사람들을 산업 노동자로, 혹은 마르크스의 표현으로는, 자본주의 경제의 구조 때문에 노동력을 임금에 팔아야 하는 사람들인 프롤레타이어로 바꿔놓았다고 믿는다. 갈등 이론이 역사적으로 지배적인 이데올로기에 도전하는 것은 바로 이 개념을 통해 계급, 성별, 인종과 같은 권력 차이에 관심을 끈다. 따라서 갈등 이론은 사회가 갈등과 사회적 변화를 일으키는 불평등의 장으로 해석되는 거시사회학적 접근법이다.
사회 갈등 이론과 연관된 다른 중요한 사회학자들은 해리엇 마르티노, 제인 아담스, 그리고 W.E.B를 포함한다. 사회 구조가 사회가 어떻게 운영되도록 돕는지를 관찰하기 보다는, 이 사회학적 접근은 어떻게 "사회 패턴"이 다른 사람들을 억압하면서 특정 개인들이 사회에서 지배적이 되도록 만드는지를 살펴본다. 따라서, 이 이론에 대한 일부 비판들은 어떻게 공유된 가치와 사람들이 서로 의지하는 방식이 사회를 통일시키는데 도움을 주는지는 등한시한다는 점이다. 

### 상징적 상호 작용
상징적 상호작용은 종종 상호작용주의, 현상학적 사회학 그리고 해석주의와 연관된다. 이는 주관적 의미와 보통 분석을 통해 사회 과정의 경험적 전개에 중점을 두는 사회학적 접근이다. 그러한 과정은 개인과 그들의 행동에 의존하는 것으로 생각되며, 이는 사회가 발전하기 위해 궁극적으로 필요하다. 이 현상은 조지 허버트 미드에 의해 처음 이론화되었고 그는 그것을 협력적인 공동 행동의 결과라고 묘사했다.
접근법은 사회를 개인의 일상적 상호작용의 산물로 관찰하는 이론적 프레임워크를 만드는 것에 초점을 맞춘다. 다시 말해, 가장 기본적인 형태의 사회는 개인이 상호 작용하는 공유된 현실에 지나지 않는다. 이러한 의미에서, 개인들은 그들의 주어진 현실에 대한 상징적인 해석을 통해 수많은 상황 속에서 상호작용하는데, 사회는 복잡하고 변화무쌍한 주관적 의미의 모자이크이다. 이 접근법의 일부 비평가들은 이 접근법이 문화, 인종 또는 성별의 영향(즉, 사회-역사 구조)을 무시한 채 사회적 상황의 표면적인 특징에만 초점을 맞춘다고 주장한다.
전통적으로 이 접근법과 연관된 중요한 사회학자들은 조지 허버트 미드, 어빙 고프만, 조지 호먼스, 그리고 피터 블라우를 포함한다. 한편, 관점에 대한 새로운 기여에는 하워드 베커, 게리 앨런 파인, 데이비드 알사이드, 로버트 프루스, 피터 M의 기여가 포함된다. 홀, 데이빗 R. 메인 주(州)와 다른 주(州)도요 민족방법론의 급진-제국주의적 접근법이 해롤드 가핑켈의 작품에서 나타난 것도 이 전통이다.

### 공리주의
공리주의는 사회학의 맥락에서 종종 교환 이론 또는 합리적 선택 이론으로 언급된다. 이러한 전통은 개인이 상호 작용 내에서 항상 자신의 사리사욕을 최대화하려고 한다고 가정할 때, 개인의 이성적 행위자들의 대리인에게 특권을 주는 경향이 있다. Josh Whitford (2002)의 주장대로, 합리적인 행위자들은 네 가지 기본 요소를 가지고 있는 것으로 특징지어질 수 있다.
1. "대안 지식"
2. "다양한 대안의 결과에 대한 지식 또는 신념"
3. "결과에 대한 선호도의 순서"
4. "가능한 대안 중에서 선택하는 결정 규칙"

교환 이론은 특히 조지 C의 업적에 기인한다. 호먼, 피터 블라우, 리처드 에머슨. 조직사회학자 James G. March와 Herbert A. Simon은 개인의 합리성은 상황이나 조직 환경에 의해 제한된다고 언급했다. 사회학의 공리주의적 관점은, 특히 20세기 말에 전 ASA 회장인 제임스 새뮤얼 콜먼의 업적에 의해 다시 활성화되었다.

## 기본 이론
전반적으로, 사회학에서 그러한 질문들을 설명함으로써 나타나는 중심 이론적인 질문들과 핵심 문제들에 대한 강한 공감대가 있다. 일반적으로 사회학 이론은 다음과 같은 세 가지 질문에 답하려고 한다. (1) 행동이란 무엇인가? (2) 사회 질서란 무엇인가? (3) 무엇이 사회적 변화를 결정하는가?
이러한 질문에 답하려는 무수한 시도에서, 주로 고전적인 이론 전통으로부터 물려받은 이론적인 (즉, 경험적이지 않은) 세 가지 이슈가 나타난다. 중심 이론 문제에 대한 합의는 어떻게 다음의 "빅3" 이분법에 연결, 초월 또는 대처할 것인가 하는 것이다.
1. 주관성 과 객관성: 지식을 다룬다.
2. <b id="mwAR0">구조</b> 및 <b id="mwAR4">기관</b>: 기관을 다룬다.
3. Synchrony 와 diachrony: 시간을 다룬다.

마지막으로, 사회학 이론은 종종 마이크로, 중급, 매크로 수준의 사회 현상 사이의 분열을 통합하거나 초월하는 문제를 통해 세 가지 중심 문제 모두의 일부를 해결한다. 이 문제들은 완전히 경험적이지는 않다. 오히려, 그들은 인식론적이다: 그들은 사회학자들이 사회과정의 복잡성을 설명하기 위해 사용하는 개념적 이미지와 분석적 유사성에서 발생한다.

### 객관성과 주관성
주관성과 객관성의 문제는 (a) 사회적 행동의 일반적 가능성과 (b) 사회적 과학 지식의 특정 문제에 대한 우려로 나눌 수 있다. 전자에 관하여, 주관적인 것은 (꼭 그렇지는 않지만) 종종 "개인" 그리고 "객관"에 대한 개인의 의도와 해석과 동일시 된다. 반면, 목표는 일반적으로 공공/외부 조치 또는 결과로서 사회 전반에 걸쳐 고려된다.
사회 이론가들의 주된 질문은 어떻게 지식이 주관적-객관적-주관적 연쇄를 따라 재생산하는가이다. 즉, '상호 주관성'은 어떻게 달성되는가? 역사적으로 정성적 방법은 주관적 해석을 도출하려고 시도했지만, 정량적 조사 방법 또한 개별 주관성을 포착하려고 시도한다. 또한 일부 정성적 방법은 상황에 대한 객관적 설명에 대해 급진적인 접근방식을 취한다.
주관성과 객관성이 (b) 사회과학 지식의 특정 문제와 관련되는 한, 그러한 우려는 사회학자가 부르디외가 표현하는 바로 그 대상의 일부라는 사실에서 비롯된다.

### 구조 및 기관
구조와 기관 (또는 결정주의와 자발주의)은 사회 이론에서 지속적인 존재론적 논쟁을 형성한다: "사회 구조가 개인의 행동을 결정하는가 아니면 인간이 행동을 결정하는가?" 이 문맥에서 기관은 개인이 독립적으로 행동하고 자유로운 선택을 할 수 있는 능력을 언급하는 반면, 구조는 개인의 선택과 행동(예: 사회적 계층, 종교, 성별, 민족 등)을 제한하거나 영향을 미치는 요소와 관련이 있다.
어느 한 구조와 기관의 우위에 대한 논의는 사회 인식론의 핵심과 관련이 있다. 즉, "사회 세계가 무엇으로 구성되어 있는가?", "사회 세계에서 원인이 무엇인가?", "효과란 무엇인가?"와 같은 말이다. 이 논쟁에서 영원한 질문은 "사회적 생식"에 관한 것이다: 어떻게 구조 (특히 불평등을 만들어내는 구조)가 개인의 선택을 통해 재생산되고 있는가?

## 현대 이론
현대 사회학의 학문은 이론적으로 여러 가지 패러다임으로, 사회학이 처음 시작되었을 때보다 공동체, 조직, 관계를 포함한 더 넓은 범위의 과목들을 포괄한다.

### 변형 이론 / Anomie 이론
변형 이론은 개인에게 거의 도덕적 지침을 제공하지 않는 사회의 결과로서 아노미를 식별하는 이론적인 관점이다.
에밀 뒤르켐 (1893)은 사회적 혼란의 시기가 자살과 범죄의 더 높은 비율을 초래한다는 것을 관찰하면서 처음으로 아노미를 사회 내 불평등한 노동 분업의 결과 중 하나로 묘사했다. 이런 의미에서, 사회학자 앤서니 R이 지적했듯이, 대체로, 격변의 시기에, 점점 더 많은 수의 사람들이 "사회의 도덕적 정당성을 받아들이는 것을 멈춘다"고 말한다. 모슨 (1970).
로버트 K 머튼은 나아가, 일부 형태의 일탈 행동뿐만 아니라 아노미가 사회의 "문화적으로 규정된 포부"와 "그 포부를 실현하기 위한 사회 구조화된 길" 사이의 괴리로부터 파생된다고 이론화한다.

### 극작학
어빙 고프만이 개발한 극적 관점은 인생을 공연으로 해석하는 상징적 상호작용주의의 특별한 패러다임이다. "배우"로서, 우리는 지위가 있다. 즉, 우리가 연기하는 배역, 즉 다양한 역할이 주어진다. 이러한 역할은 대본 역할을 하며, 등장인물(즉, 실제 인물)에게 대화와 액션을 제공한다. 역할에는 소품 및 특정 설정도 포함된다. 예를 들어, 의사(역할)는 의사의 진료실(설정)에서 심장 모니터(소품)와 같은 기구를 항상 사용힐다.
게다가, 우리의 연기는 "자아를 표현하는 것"인데, 이것은 사람들이 우리 자신을 표현하는 방식에 바탕을 두고 우리를 어떻게 인식하는지 보여준다. 인상 관리라고 알려진 이 프로세스는 개인적인 성과에 대한 아이디어에서 시작된다.

### 수학적 이론
수학이론은 사회이론을 구성하는데 수학이 사용되는 것을 말한다. 수학 사회학은 사회학적인 이론을 공식적인 용어로 하는 것을 목표로 하고 있는데, 이러한 이론은 부족한 것으로 이해될 수 있다. 이 접근방식의 이점은 명확성 향상뿐만 아니라, 수학을 통해 직관적으로 도달할 수 없는 이론적 의미를 도출할 수 있는 능력도 포함한다. 이와 같이, 일반적으로 수리사회학에서 사용되는 모델은 사회학자들이 예측 가능한 지역 상호작용이 사회 구조의 글로벌 패턴을 이끌어낼 수 있는 방법을 이해할 수 있게 한다.

### 실증주의
실증주의는 오귀스트 콩트가 19세기 중반에 개발한 철학으로, 진정한 지식은 과학적 지식뿐이며, 그러한 지식은 엄격한 과학적 방법을 통한 이론의 긍정적인 확증으로부터만 나온다는 것이다. 사회는 물리적 세계와 마찬가지로 법에 따라 움직인다. 따라서 지식을 얻기 위한 자기성찰적 또는 직관적 시도는 거부된다. 긍정적 접근은 고대부터 현재까지 서양 사상사에서 반복되는 주제였다.

### 포스트 모더니즘
포스트모더니즘은 반이론과 반방식을 고수하며, 인간의 주관성 때문에 객관적인 진리를 발견하는 것은 불가능하거나 성취할 수 없다고 믿는다. 본질적으로 포스트모더니즘적 관점은 특히 대이론과 이데올로기에 대한 불신을 통해 모더니즘적 사고에 대한 반작용으로 존재하는 것이다.

현대주의 이론에 의해 주장되는 객관적인 진리는 끊임없이 변화하는 사회의 성격 때문에 불가능하다고 포스트모더니스트들은 믿고 있다. 따라서 포스트모더니스트의 목적은 마이크로 및 매크로 레벨 분석을 모두 사용하여 데이터 수집보다는 관찰을 통해 이해를 달성하는 것이다.

이 접근법에 의해 요구되는 질문들은 다음과 같다: "우리는 사회 과학의 이론과 방법, 그리고 인간 본성에 대한 우리의 가정을 거부하면서 사회나 대인 관계를 어떻게 이해합니까?" 그리고 "권력은 사회 관계나 사회에 어떻게 스며들고 환경에 따라 어떻게 변화합니까?" 19 접근방식 역사상 가장 뛰어난 포스트모더니스트 중 한 사람은 프랑스 철학자 미셸 푸코이다.

### 기타 이론
- 반긍정주의는 막스 베버의 작업에 바탕을 둔 이론적인 관점이며, 사회, 경제, 그리고 역사적 연구는 결코 완전히 경험적이거나 서술적일 수 없다고 제안한다. 왜냐하면 항상 개념적인 기구로 접근해야 하기 때문이다.

- 비판 이론은 사회학 이론의 혈통으로, 프랑크푸르트 학파와 같은 단체들을 언급하며, 사회와 문화를 단순히 문서화하고 이해하는 것이 아니라 사회와 문화를 비판하고 변화시키는 것을 목표로 한다.

- 참여이론은 실천방식의 분석과 시간, 공간, 구현, 지식 등 존재의 기본 범주를 분석하는 등 보다 추상적인 분석 계층으로 경험적 연구를 종합해 사회생활의 복잡성을 이해하는 접근법이다.

- 페미니즘은 여성의 동등한 정치적, 경제적, 사회적 권리를 정의, 확립, 방어하는 것을 목적으로 하는 운동의 모음이다. 그 이론은 성 불평등이 어떻게 사회생활을 형성하는지 집중한다. 이 접근법은 성이 어떻게 사회적 불평등의 패턴을 반영하고 그것을 영속시키는데 도움을 주는지를 보여준다. 페미니즘, 사회적 갈등의 관점에서, 성 불평등에 초점을 맞추고 성을 남성들에 의한 여성의 지배와 연결시킨다.

- 현장 이론은 경쟁이 일어나는 사회 환경인 사회 분야를 검토한다. (예: 전자 제품 제조업체 분야) 이러한 필드를 구성하는 방법, 필드 구성 방법 및 필드가 필드 내의 다른 위치를 차지하는 사람들에게 미치는 영향과 관련이 있다.

- 기초이론은 사회과학에서 데이터로부터 이론을 생성하는 체계적 방법론이다. 이 접근법의 목표는 상당히 유연한 기법 사용에도 불구하고 비교 분석을 통해 데이터를 발견하고 분석하는 것이다.

- 중급이론은 이론과 경험적 연구의 통합을 목표로 하는 사회학적 이론화에 대한 접근법이다. 이것은 현재 사회학 이론 구조에 대한 사실상의 지배적인 접근법이며, 특히 미국에서 그렇다. 중간 범위 이론은 (사회 시스템과 같은 넓은 추상적 실체가 아닌) 경험적 현상으로 시작해서 데이터에 의해 검증될 수 있는 일반적인 진술을 만들기 위해 그것으로부터 추상화된다.

- 네트워크 이론은 사회학에 대한 구조적인 접근으로, 사회 관계의 사슬에 포함된 규범과 행동을 보는 해리슨 화이트의 작업과 가장 밀접하게 연관되어 있다.

- 현상학은 사회적 행동, 사회적 상황, 사회적 세계의 생산에서 인간의 인식이 어떤 역할을 하는지 밝히는 것을 목표로 하는 사회학 분야 내의 접근법이다. 본질적으로, 현상학은 사회가 인간 구조라는 믿음이다. 알프레드 쉬츠의 사회현상학은 사회구성주의와 민족방법론의 발달에 영향을 미쳤다. 그것은 원래 에드먼드 후설에 의해 개발되었다.

- 포스트 식민지주의는 식민주의에 대한 반응과 분석으로 구성된 포스트모던적 접근법이다.

- 순수사회학은 도날드 블랙이 개발한 이론적인 패러다임으로 사회 기하학을 통해 사회 생활의 변화를 설명하는데, 이는 사회적 공간에서의 위치를 통해서이다. 이러한 발상의 최근 연장은 사회적 공간의 변화(즉, 사회적 시간)가 사회적 갈등의 원인이라는 것이다.

- 합리적 선택 이론은 사회적 행동을 효용의 상호작용으로 모델링하여 개인을 극대화한다. "합리성"은 상호작용을 극대화하는 효용을 달성하기 위해 비용 대비 비용 효율성이 균형을 이룬다는 것을 의미한다. 비용은 비외적이어서 죄의식과 같은 본질적 가치는 범죄를 저지르는 비용에서 설명되지 않는다.
- 사회구성주의는 사회현상이 특정한 사회적 맥락에서 어떻게 발전하는지를 고려하는 사회학적 지식 이론이다.
- 사회화는 인간의 잠재력을 개발하고 문화를 배우는 평생의 사회 경험을 말한다. 다른 살아있는 종들과 달리, 인간은 생존을 위해 그들의 문화 안에서 사회화가 필요하다. 이 개념을 채택하여, 이론가들은 인간 유아들이 그들 사회의 기능적 구성원으로서 수행하는데 필요한 기술을 습득하기 시작하는 방법을 이해하려고 할 수 있다.
- 사회 교환 이론은 사람들 사이에 일어나는 상호작용이 부분적으로 다른 사람들과 함께 함으로써 얻거나 잃을 수 있는 것에 기초할 수 있다고 제안한다. 예를 들어, 사람들이 누구와 데이트를 할지 생각할 때, 그들은 상대방이 자신들만큼 많은 (아마도 더 많은) 제안을 할 것인지 알아볼 것이다. 여기에는 개인의 외모와 외모, 또는 사회적 지위를 판단하는 것이 포함될 수 있다.
- 토마스 정리는 현실로 정의된 상황들이 그 결과에서 실제임을 가리킨다. 사람들이 상호작용에서 만들어내는 현실은 미래에 진정한 결과를 가져온다는 것을 암시한다. 예를 들어, 특정 학생이 지적 재능이 있다고 믿는 교사는 뛰어난 학업 성취도를 장려할 수 있다.

### 사회 운동 이론

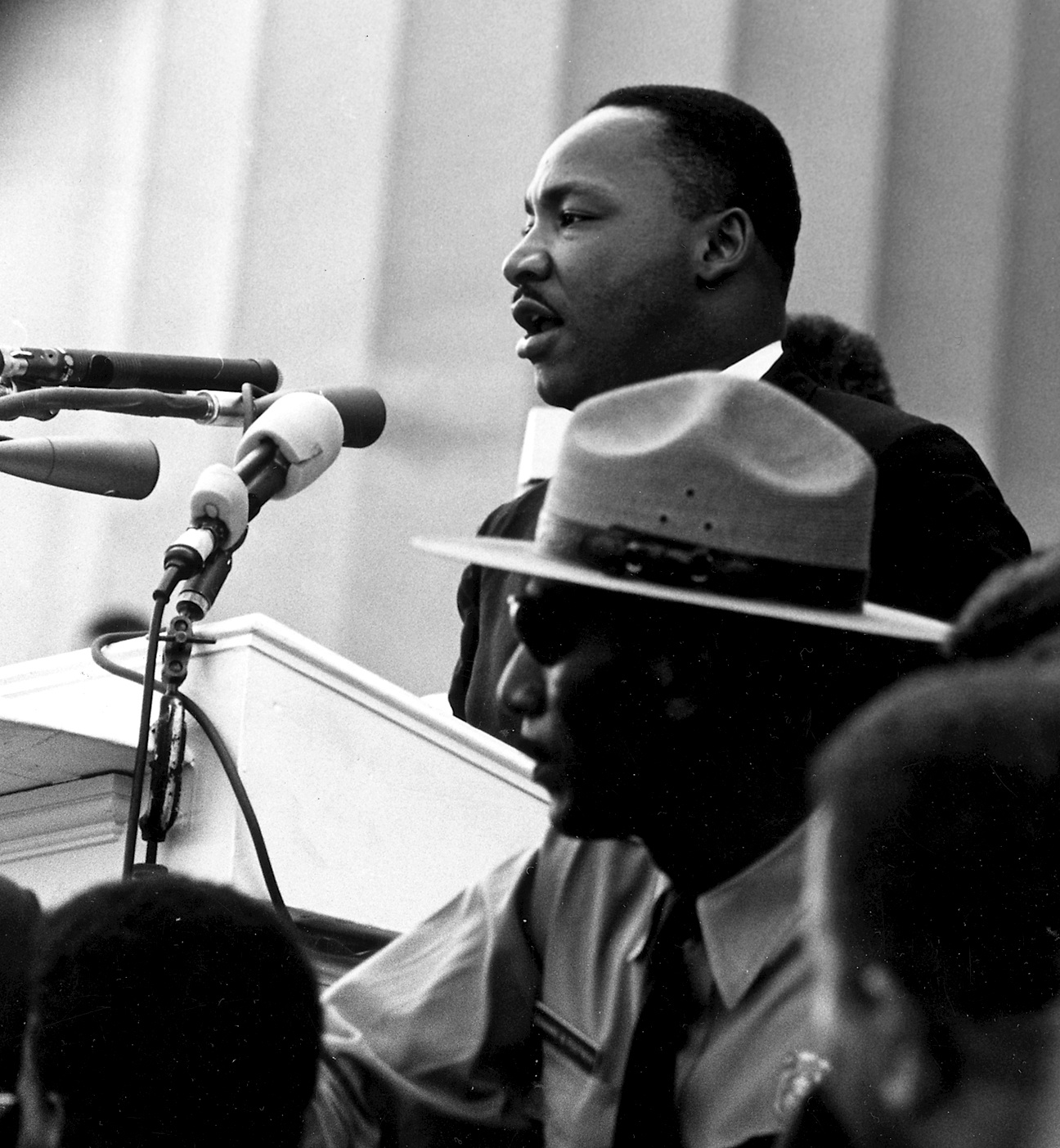
MLK Jr.는 1963년 워싱턴에서 일자리와 자유를위한 3 월에 " I Have a Dream" 연설을 했다. 미국 시민권 운동은 20 세기 가장 유명한 사회 운동 중 하나이다.

- Collective action / Collective behavior
- Relative deprivation
- Value-added theory
- Resource mobilization/political opportunity
- Framing (frame analysis theory)
- New social movements
- New culture[lower-roman 1]

### 과학과 기술 이론

범죄학 : 범죄와 범죄자의 과학적 연구

## 범죄 이론
범죄의 일반적인 이론은 마이클 R의 제안을 언급한다. Gottfredson과 Travis Hirschi는 범죄행위의 주요 요인은 개인의 자제력 부족이라고 말했다.
범죄자와 비범죄자 사이의 차이를 구분하지 않는 이론가들은 고전적이고 통제적인 이론가로 여겨진다. 그러한 이론가들은 일탈 행위를 하는 사람들은 결과에 개의치 않고 즐거움에서 그렇게 한다고 믿는다. 마찬가지로, 긍정주의자들은 범죄자들의 행동을 그 사람의 본성 대신에 그 사람 자체의 결과로 본다.

### 라벨링 이론
이론의 본질적인 개념은 이탈과 순응은 사람들이 하는 일에서 기인하지 않고 다른 사람들이 이러한 행동에 반응하는 방식에서 기인한다는 것이다.:203 특정 행동에 대한 사회의 반응이 어떻게 "일탈적"이라는 딱지를 붙이게 될지에 대한 주요한 결정 요인이라고 명시되어 있다.:204 이 이론은 일탈의 상대성, 즉 사람들이 어떤 방법으로든 같은 행동을 정의할 수 있다는 생각을 강조한다. 따라서 라벨링 이론은 마이크로 레벨 분석이며 종종 사회적 상호작용 접근방식으로 분류된다.

### 증오 범죄
증오 범죄는 인종, 인종, 종교 또는 다른 편견에 의해 동기부여된 범죄자에 의한 개인이나 개인 재산에 대한 범죄 행위라고 정의될 수 있다. 증오 범죄는 인종, 혈통, 종교, 성적 성향, 신체적 장애를 나타낼 수 있다. 캐나다 통계청에 따르면, "유대인" 집단은 2001-2002년 캐나다에서 증오 범죄의 희생양이 될 가능성이 가장 높았다. 전반적으로, 증오 범죄의 약 57%는 민족과 인종에 의해 유발되며, 주로 흑인과 아시아인을 대상으로 하고, 43%는 주로 유대교와 이슬람교를 대상으로 한다. 
신체적 특성은 범죄자와 비범죄자를 구분하지 않지만, 환경적 요인들과 함께 유전적 요소들은 성인 범죄와 폭력에 대한 강력한 예측 변수들이다.:198–9 대부분의 심리학자들은 일탈을 개인 성격의 "성공적이지 못한" 사회화와 이상 결과로 본다.

### 정신병
사이코패스는 그들이 해치는 사람들에 대한 동정심이 거의 없고 처벌을 두려워하지도 않기 때문에 그들의 행동으로 인해 수치심이나 죄책감을 느끼지 않는 심각한 범죄자로 정의될 수 있다. 그러한 성격의 사람들은 또한 반사회적 인격장애를 가지고 있는 것으로 알려져 있다. 로버트 D 세계 최고의 사이코패스 전문가인 Hare는 사이코패스 체크리스트라고 알려진 사이코패스에 대한 중요한 평가 장치를 개발했다. 많은 사람들에게, 이 조치는 바라건대 정신 질환에 대한 우리의 궁극적인 이해가 될 것을 향한 지금까지의 유일한 가장 중요한 진전이다.
사이코패스들은 타인에 대한 진정한 애정의 경험상 드문 등 다양한 부적응적 특성을 보인다. 게다가, 그들은 애정을 속이는 데 능숙하고, 무책임하고, 충동적이고, 좌절에 거의 관대하지 않다. 그리고 즉각적인 만족을 추구한다. 마찬가지로, 봉쇄 이론은 양심이 강한 사람들이 좌절에 더 잘 견딜 수 있고, 따라서 범죄 활동에 덜 연루될 수 있음을 시사한다.

### 지능 범죄
서덜랜드와 크레스지(1978)는 화이트칼라 범죄를 직업상 높은 사회적 지위에 있는 사람들에 의한 범죄로 정의한다. 화이트칼라 범죄는 사람들이 직업적 지위를 이용하여 자신과 다른 사람들을 불법적으로 부유하게 만드는 것을 포함하며, 이는 종종 대중의 피해를 야기한다. 화이트칼라 범죄에서는 허위 광고, 안전하지 않은 상품의 마케팅, 횡령, 공무원 뇌물 등으로 인한 공공의 피해가 대부분의 사람들이 생각하는 것보다 훨씬 더 광범위하며, 그 대부분은 눈에 띄지 않고 처벌받지 않는다.
마찬가지로, 기업 범죄는 기업이나 사람들이 기업 대신 행동하는 불법 행위를 말한다. 기업 범죄는 고의로 결함이 있거나 위험한 제품을 판매하는 것에서부터 의도적으로 환경을 오염시키는 것에 이르기까지 다양하다. 화이트칼라 범죄와 마찬가지로 대부분의 기업 범죄는 처벌받지 않고 있으며, 대중들에게 알려지지 않은 경우도 많다.

### 기타 범죄 이론
- 차동 연결: 에드윈 서덜랜드에 의해 개발된 이 이론은 범죄 행위가 학습된 행동이라는 관점에서 조사한다.
- 제어 이론: 이 이론은 Travis Hirschi에 의해 개발되었고 그것은 개인과 사회 사이의 약한 유대감은 개인이 사회 규범을 거스르고 자연에서 벗어난 행동을 채택할 수 있게 한다고 말한다.
- 합리적 선택 이론: 사람들이 비용과 편익 분석에 따라 범죄를 저지르는 것이 합리적일 때 범죄를 저지르고, 이익을 최소화하고 "범죄"가 될 수 있다는 것을 말한다.
- 사회 해체 이론: 사회 기관이 개인 집단을 직접적으로 통제할 수 없는 지역에서 범죄가 발생할 가능성이 더 높다고 말한다.
- 사회 학습 이론: 사람들은 그들의 환경에서 관찰 학습을 통해 새로운 행동을 받아들인다고 말한다.
- 변종 이론: 한 사회 내의 사회 구조가 사람들로 하여금 범죄를 저지르게 할 수 있다고 말한다. 특히, 사람들이 관여하는 일탈의 정도와 유형은 한 사회가 문화적 목표를 달성하기 위한 수단을 제공하는지에 달려 있다.
- 하위문화 이론: 행동은 계급, 민족, 그리고 가족 지위와 같은 요소들에 의해 영향을 받는다고 말한다. 이 이론의 주된 초점은 청소년 범죄에 관한 것이다.
- 조직범죄: 206 성, 마약, 도박을 포함한 불법 상품이나 서비스를 제공하는 사업체 이러한 유형의 범죄는 이민자들 사이에서 확대되었고, 그들은 사회가 항상 그들과 기회를 공유하려고 하는 것은 아니라는 것을 알았다. 조직범죄의 유명한 예는 이탈리아 마피아이다.

## 같이 보기
- 사회학적 상상력

## 참고 문헌
1. ↑  Including theories by James M. Jasper, Jeff Goodwin, et al.

## 추가 문헌
- Adams, BN 및 RA Sydie. 2001. 사회학 이론 . Pine Forge Press .
- Bilton, T., K. Bonnett 및 P. Jones. 2002. 입문 사회학 . Palgrave Macmillan .ISBN 0-333-94571-9ISBN 0-333-94571-9 .
- Babbie, Earle R. 2003. 사회 연구 실습 (10th ed. ). Wadsworth : Thomson Learning .ISBN 0-534-62029-9ISBN 0-534-62029-9 .
- Goodman, DJ 및 G. Ritzer. 2004. 사회학 이론 (6 판. ). McGraw Hill .
- Hughes, M., CJ Kroehler 및 JW Vander Zanden. 2001. 사회학 : 핵심 . McGraw-Hill.ISBN 0-07-240535-XISBN 0-07-240535-X . 레이 요약 (1 장) .
- Germov, J. 2001. "나머지 위의 클래스? 교육과 계급 불평등의 재현. " PP. 233–48 in Sociology of Education : Possibilities and Practices, edited by J. Allen. Tuggerah, NSW : Social Science Press.ISBN 1-876633-23-9ISBN 1-876633-23-9 .